# Hôtel de Radouan
L'hôtel de Radouan est un bâtiment situé dans la ville haute de Bar-le-Duc, en France. Il est inscrit au titre des monuments historiques depuis 1988.

## Localisation
L'édifice est situé dans le département français de la Meuse, dans la rue des Ducs de bar à Bar-le-Duc au 67.

## Architecture
Il est en pierre de Savonnières comme la majorité des hôtels de la rue. Sa façade est sur trois étages, les fenêtres  sous le toit, au nombre de cinq sont les plus petites. L'immeuble du côté impair de la rue est adossé à l'ancien rempart. Sa façade est légèrement courbée et sous le toit se trouve un liseré double terminé par un blason.

## Galerie de photographies

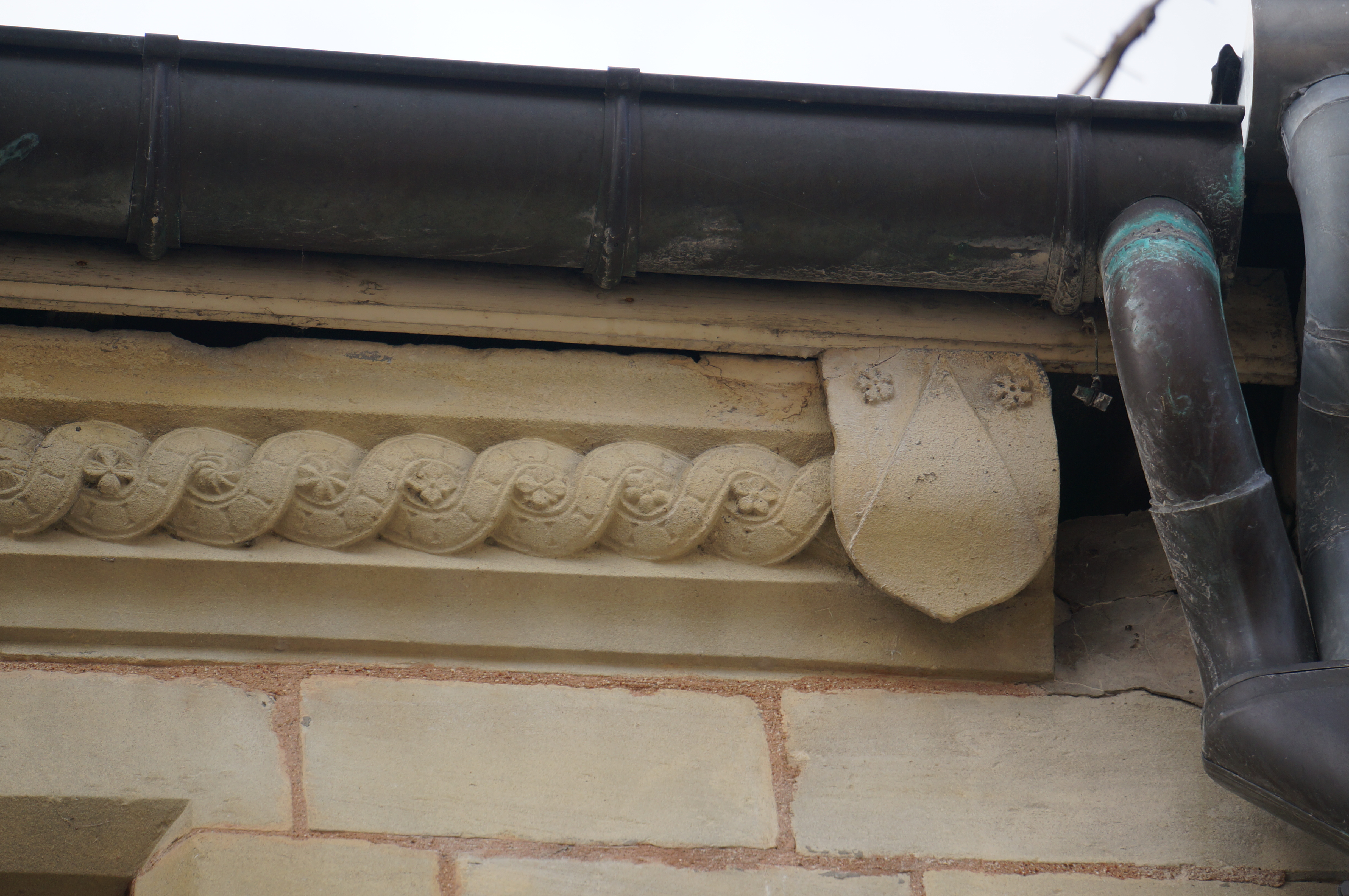
Liseré et blasons.
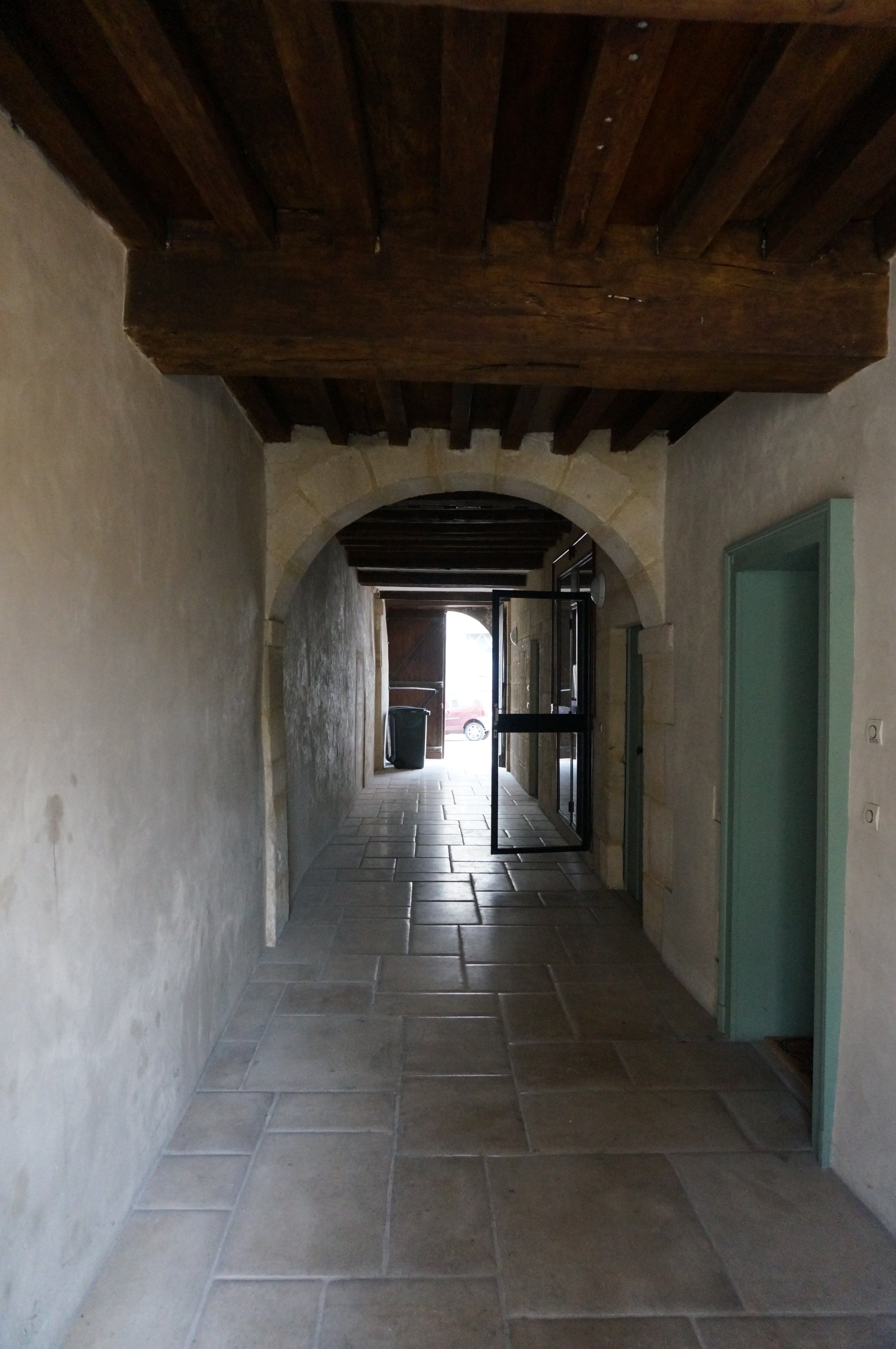
Porche et passage vers la cour.
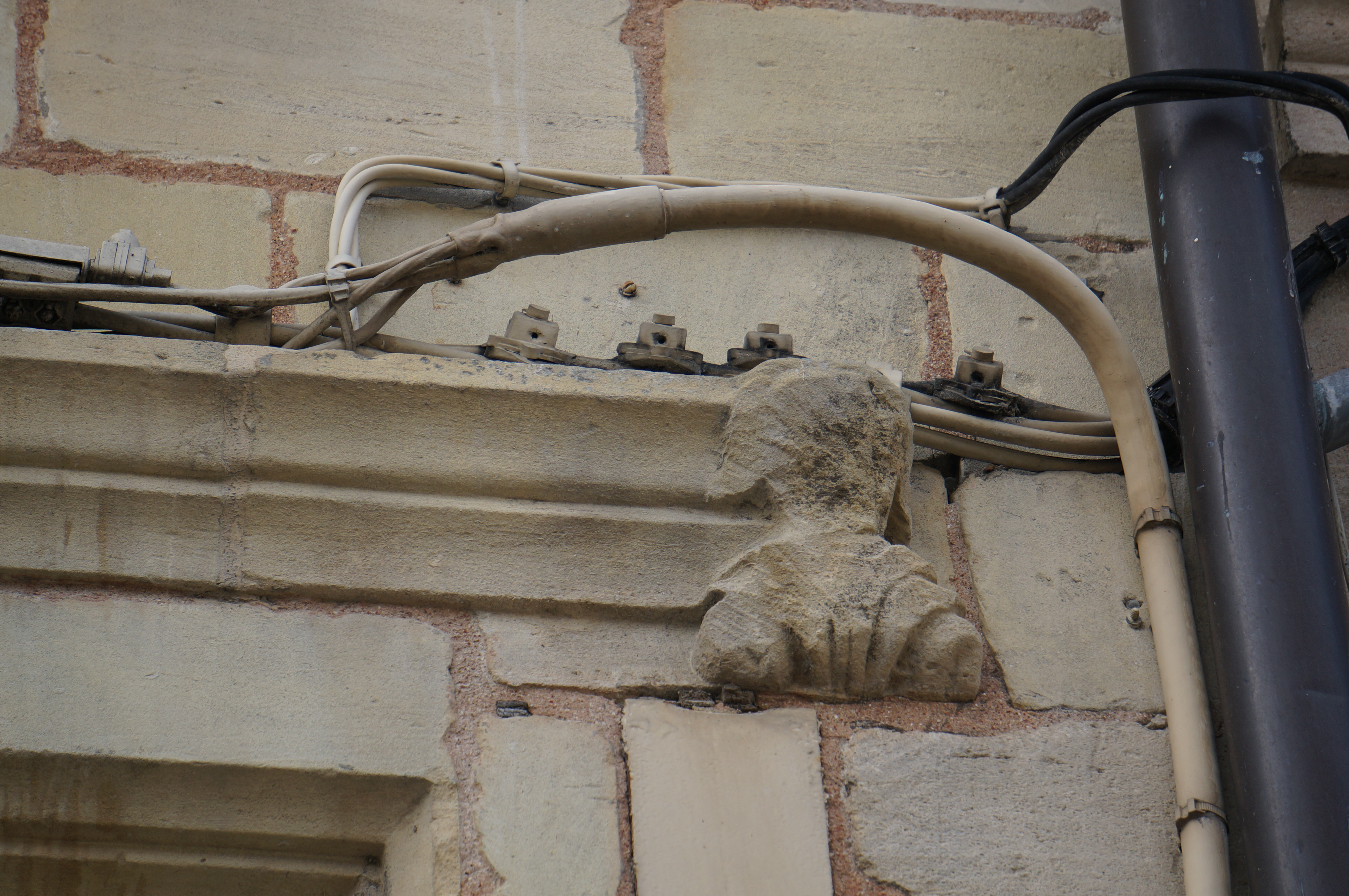
Détail de la façade, premier étage.